# Showaddywaddy
Showaddywaddy ist eine britische Rockgruppe aus Leicester. Sie gilt als eine der erfolgreichsten Rock-’n’-Roll-Revival-Bands und konnte ihre größten Erfolge in Großbritannien zwischen 1974 und 1982 feiern, als sie insgesamt 23 Singles in den Charts unter den Top 40 platzieren konnte, darunter insgesamt zehn Top-10-Hits. In dieser Zeit hatten die Musiker auch gut ein Dutzend Hit-Singles in den deutschen Charts.

## Geschichte

### Gründung
Entstanden ist die ursprünglich acht Mann starke Band im Jahre 1973 aus dem Zusammenschluss zweier Bands in Leicester, Choise und The Golden Hammers, die im örtlichen Fosseway Club auftraten und dabei ihre gemeinsame Vorliebe für den „guten alten Rock ’n’ Roll“ entdeckten. Während Choise dabei verstärkt selbstkomponierte Stücke spielten, beschränkten sich The Hammers, wie die zweite Gruppe häufig abgekürzt wurde, auf die Einspielung von Coverversionen bekannter Rock-’n’-Roll-Hits aus den 1950er und 1960er Jahren.
Nachdem der Entschluss zur Gründung einer gemeinsamen Band gefallen war, erfolgte dann am 1. September 1973 der erste Auftritt der neuen Gruppe, die sich nun Showaddywaddy nannte in Anlehnung an den Backgroundgesang in dem Lied Little Darlin’, einem Doo-Wop-Klassiker der Gruppe The Diamonds aus dem Jahre 1957.
Die Gründungsformation bestand aus folgenden Musikern:
- Dave Bartram (Choise, Gesang)
- Romeo Challenger (Choise, Schlagzeug)
- Al James, richtiger Name Geoffrey Betts (Choise, Bass)
- Trevor Oakes (Choise, Gitarre)
- Bill „Buddy“ Gask (The Hammers, Gesang)
- Malcolm „The Duke“ Allured (The Hammers, Schlagzeug)
- Rod Deas (The Hammers, Bass)
- Russ Field (The Hammers, Gitarre)

### Erste Erfolge
Von Beginn an konnte die Gruppe durch ihre guten Live-Shows überzeugen und sich kontinuierlich einen Fan-Kreis aufbauen. Den Durchbruch ins nationale Musikgeschäft brachte aber erst der Auftritt in der Fernsehsendung New Faces, einem Talentwettbewerb für Nachwuchskünstler, im November 1973. Ihre Version des Klassikers Bony Moronie von Larry Williams verbunden mit ihrer üblichen energiegeladenen Show konnte alle überzeugen, und sie gewannen den Wettbewerb. Bereits damals trugen sie ihr übliches, an Teddy Boys angelehntes Bühnen-Outfit, welches bis heute ihr Markenzeichen geblieben ist: lange sog. Drape-Coats in teilweise schrillen Farben mit passenden Hosen (in der Regel mit leichtem „Hochwasser“) und Creepers, wie man die Schuhe mit der oft mehrere Zentimeter starken Kreppsohle nennt.

### Durchbruch
Nach dem Erfolg in der Sendung New Faces bemühten sich einige Musiklabels um einen Vertrag. Polydor wollte Showaddywaddy verpflichten und hatte bereits Sugar Baby Love als potentielle erste Single auserwählt. Doch die Bandmitglieder wollten ihr eigenes Material spielen, und so kam es dann zur Gründung der Rubettes, die mit Sugar Baby Love anschließend einen weltweiten Nummer-eins-Hit hatten. Showaddywaddy jedoch unterschrieb bei Bell Records und brachte im Mai 1974 ihre erste Single, das selbst geschriebene Stück Hey Rock ’n’ Roll heraus, welches sich in Großbritannien sofort hinter Sugar Baby Love auf Platz 2 setzen konnte und auch in Deutschland einen respektablen 13. Platz in den Charts einbrachte.
Auch die nächsten drei Singles waren Eigenkompositionen und konnten sich alle in den Top 20 der britischen Singlecharts platzieren: Rock ’n’ Roll Lady (1974, UK Platz 15), Hey Mr. Christmas (1974, UK Platz 13), Sweet Music (1975, UK Platz 14). Die erste LP der Gruppe aus dem Jahre 1974 hieß zwar nur Showaddywaddy, doch die als sogenanntes „gelbes Album“ bekannte LP schaffte auf Anhieb Platz 9 der nationalen Album-Charts.
Im Jahr 1975 veröffentlichte Showaddywaddy erstmals eine Coverversion eines Hits aus den 1960er Jahren als Single. Three Steps to Heaven, im Original im Jahre 1960 ein Hit für Eddie Cochran, traf den Nerv der Zeit und brachte einen weiteren Platz-zwei-Hit in Großbritannien ein, während man in Deutschland mit Platz 39 die Single-Charts erreichte. Die anschließend veröffentlichte zweite LP Step Two konnte den Erfolg des Erstlingswerks des Vorjahres noch übertreffen und schaffte Platz 7 in den LP-Charts. Angespornt vom ersten Cover-Hit legten die Jungs mit Heartbeat (Original Buddy Holly, 1958) nochmals nach und schafften mit Platz 7 prompt den Top-10-Einstieg im Herbst 1975 sowie einen respektablen Platz 21 in Deutschlands Single-Charts.
Nach diesen Erfolgen versuchte es die Gruppe erst einmal wieder mit Eigenkompositionen. Doch weder Heavenly (1975, UK 34, DE 35) noch Trocadero (1976, UK 32) konnten höher in den britischen Singlecharts aufsteigen. Das gleichnamige Album aus dem Jahr 1976 brachte es ebenfalls lediglich bis Platz 41 in den LP-Charts. Noch schlimmer erging es mit der Single-Auskopplung Take Me in Your Arms, die sich im Sommer 1976 überhaupt nicht in den Charts platzieren konnte.

### Höhepunkt
Nach diesen Enttäuschungen besann man sich wieder auf die erfolgreichen Coverversionen alter Rock-’n’-Roll-Klassiker, mit denen man im Vorjahr die Top 10 geknackt hatte. Nun folgte ein wahrer Hitreigen mit Coverversionen erfolgreicher Hits aus den 1950er und 1960er Jahren, vor allem von Doo-Wop-Klassikern. Nach Take Me in Your Arms wurde keine Eigenkomposition mehr als Single-A-Seite veröffentlicht. Lediglich auf den B-Seiten der Singles und natürlich auf den LPs waren dann noch Stücke mit dem Komponistenvermerk „Showaddywaddy“ zu finden.
Doch für die nächsten drei Jahre sollte die Rechnung auf jeden Fall aufgehen. Als erstes war Under the Moon of Love (Original: Curtis Lee, 1961) passend zu Weihnachten 1976 der erste, aber auch einzige Nummer-eins-Hit in den britischen Single-Charts für Showaddywaddy und gleichzeitig die erste Top-Ten-Single in Deutschland (Platz 4). Zwar hatten die Rivalen der Gruppe Mud den Titel kurz zuvor ebenfalls eingespielt, aber lediglich auf ihrer nächsten LP veröffentlicht. Das gleichzeitig mit ihrer Hitsingle veröffentlichte Greatest-Hits-Album brachte den Jungs aus Leicester eine weitere Top-Ten-Notierung in den LP-Charts in Großbritannien und somit einen versöhnlichen Jahresabschluss.
In den Jahren 1977 und 1978 hatte Showaddywaddy diverse Charthits, darunter When (1977, UK Platz 3, DE Platz 9, Original: Kalin Twins, 1958), You Got What it Takes (1977, UK 2, DE 25, Original: Bobby Parker, 1958), Dancin’ Party (1977, UK 4, DE 30, Original: Chubby Checker, 1961), I Wonder Why (1978, UK 2, DE 20, Original: Dion and the Belmonts, 1958), A Little Bit of Soap (1978, UK 5, DE 43; Original: The Jarmels, 1961) und Pretty Little Angel Eyes (1978, UK 5, Original: Curtis Lee, 1961).
Das Album Red Star, von dem die 1977er Singles ausgekoppelt wurden, aus dem gleichen Jahr schaffte zwar nur Platz 20 der britischen LP-Charts, doch mit der LP Greatest Hits 1976 – 1978 erreichte die Gruppe im Folgejahr im LP-Bereich erstmals Platz 1.

### Nach dem Höhepunkt
Ab 1979 ließ der Rock-’n’-Roll-Revival-Boom langsam nach. Remember Then (1979, UK 17, DE 46, Original: The Earls, 1960) und Sweet Little Rock’n’Roller (1979, UK 15) brachten zwar nochmals wenigstens Top-20-Platzierungen, doch mit A Night at Daddy Gee’s ging es nur noch auf Platz 39 der nationalen Singlecharts. Das mit viel Werbung unterstützte Album des gleichen Jahres, Crepes & Drapes, brachte Showaddywaddy die letzte Top-10-Platzierung in den britischen LP-Charts. Dieses war sicherlich eine positive Überraschung, nachdem Ende der 1970er Jahre mit Punk, New Wave und anderen neuen Stilrichtungen ein frischer Wind in der Musikbranche wehte.
Auch zu Beginn der 1980er Jahre konnte Showaddywaddy noch Singles in die Top 40 der Charts bringen, auch wenn der Erfolg merklich zurückging und Singles häufiger komplett floppten. Veröffentlichungen waren z. B. Always and Ever (1980, DE 47, Original: Johnny Kidd, deutsche Version mit zweiter Strophe in Deutsch), Why Do Lovers Break Each Others Hearts? (1980, UK 22, Original: Frankie Lymon & the Teenagers), Blue Moon (1980, UK 32, DE 29, Original: The Marcels, 1961), Do Wah Diddy (veröffentlicht Anfang 1981, Original: The Exciters, 1963), Multiplication (1981, UK 39, Original: Bobby Darin), Footsteps (1981, UK 31, Original: Steve Lawrence), Good Timing (veröffentlicht Anfang 1982), Who Put the Bomp (1982, UK 37, letzter Top 40 Hit, Original: Barry Mann, 1961), Goody Goody (veröffentlicht Ende 1982, Original: Frankie Lymon & the Teenagers) und Soul and Inspiration (veröffentlicht Anfang 1983, Original: Righteous Brothers).
Die in diesen Jahren erschienenen Alben Bright Lights (1980), Good Times (1981), Greatest Hits (1982) und Living Legends (1983) konnten sich entweder nur jenseits der Top 50 oder überhaupt nicht in den LP-Charts platzieren. Dagegen konnte Showaddywaddy in diesen Jahren durch besondere Fernseh- (Showaddywaddyshow Ende 1980 im BBC) oder Liveauftritte (Kuba, Bulgarien 1983) auf sich aufmerksam machen.
Trotz des nunmehr deutlich nachlassenden Erfolges konnte die Band zu diesem Zeitpunkt auf acht erfolgreiche Jahre zurückblicken, sicherlich verbunden mit dem nicht immer schönen Beigeschmack, dass man von den Musikkritikern lediglich als bessere Coverband bezeichnet wurde, obwohl sich insbesondere die selbst komponierten Stücke auf den LPs nicht verstecken mussten.

### Besetzungsänderungen
Mit dem ausbleibenden Erfolg kam es fast zwangsläufig auch zu Bandaustritten. Malcom Allured (zweiter Schlagzeuger) ging als erster 1984 von Bord, Leadgitarrist Russ Field strich 1985 die Segel und der zweite Leadsänger Buddy Gask verließ im September 1987 die Band. Von diesen drei Austritten wurde lediglich Russ Field ersetzt. Seine Stelle übernahm ab 1985 Ray Martinez, der nach 10 Jahren im Jahre 1995 der Band den Rücken kehrte. Seit diesem Zeitpunkt ist Danny Willson Leadgitarrist bei dem Sextett.
Die ehemaligen Bandmitglieder blieben teilweise nicht untätig in der Musikbranche. Malcom Allured gründete eine eigene Band und so gab es über viele Jahre einen Rechtsstreit hinsichtlich der Namensrechte mit den verbliebenen Band-Mitgliedern von Showaddywaddy, die diese aber für sich gewinnen konnten. Malcom Allured nannte seine Band nunmehr The Teddys, in der einige Jahre auch Buddy Gask und Ray Martinez mitspielten. Diese haben die Band aber mittlerweile wieder verlassen.

### Weitere Entwicklung
Showaddywaddy ist seit 1983 weiterhin aktiv geblieben. In der Besetzung Dave Bartram, Romeo Challenger, Al James, Trevor Oakes, Rod Deas und Danny Willson wurden regelmäßig noch Dutzende Konzerte pro Jahr in ihrem Heimatland Großbritannien und Irland gegeben. Und auch bei den Oldie-Festivals in Deutschland war die Band regelmäßiger und gern gesehener Gast, teilweise sogar zu Solokonzerten (beispielsweise in Bünde 2002). In unregelmäßigen Abständen gab es auch Single- und Album-Veröffentlichungen zu verzeichnen, die sich allerdings nicht mehr in den Charts platzieren konnten.
Neben unzähligen Best-of- und Greatest-Hits-Alben sind insbesondere folgende Veröffentlichungen zu beachten: Im Rahmen des Greatest-Hits-Albums Best Steps to Heaven wurden im Jahre 1987 alle bis dahin veröffentlichten LPs der Gruppe neu aufgelegt, und zwar mit geänderten LP-Cover und Titel (Step 1 bis 9). Das Album Hey Rock ’n’ Roll kam passend zur gleichnamigen Show, mit der die Gruppe durch Großbritannien zog, heraus. Das kleine Label Cherry Red hat von 2000 bis 2005 sämtliche Originalalben von 1974 bis 1983 erstmals auf CD veröffentlicht. Darüber hinaus wurden drei CDs herausgebracht, auf denen alle Singles mit A- und B-Seite von 1974 bis 1983 enthalten sind.
Das im November 2004 veröffentlichte Greatest-Hits-Album mit der neu eingespielten Coverversion von Woo Hoo (Original aus dem Jahre 1959) konnte mit über 80.000 verkauften CDs in Großbritannien Gold-Status erreichen und schaffte es Ende 2004 durch gute Fernseh-Promotion sogar auf Platz 56 der englischen Album-Charts (insgesamt vier Wochen Chart-Notierung im November/Dezember 2004).
Am 12. Juni 2006 wurde das neue Album I Love Rock ’n’ Roll veröffentlicht, auf der Showaddywaddy sich auf Coverversionen von bekannten Hits aus den 1970er Jahren fixiert hat (z. B. I Love Rock ’n’ Roll, Motor Bikin’, Tiger Feet, Girl from New York City). Als Zugaben sind neben 17 neuen Titeln (I Hear You Knockin'  stammt vom 2002er Album Hey Rock ’n’ Roll) die Titel Old Habits Die Hard (Original-Aufnahme aus 1988, bisher unveröffentlicht) und Hey England! (Here We Come Berlin!) enthalten. Hey England! ist eine Überarbeitung der ersten Single Hey Rock ’n’ Roll zur Fußball-WM 2006.
In der Fan-Gemeinde stieß das Album auf ein gespaltenes Echo, weil vielen Fans die Coverversionen nicht „Showaddywaddy-like“ waren, und erzielte daher nicht die erhofften Verkaufszahlen.
Leider konnte sich die Demnn Music Group Ltd., die das Album auf den Markt gebracht hatte, nicht dazu entschließen, Hey England! als Single zu veröffentlichen, obwohl es viele Stimmen gab, die dieses Lied als besten englischen Weltcup-Song neben dem offiziellen britischen Weltcup-Song sehen. Darüber hinaus wurde ein TV-Werbespot, der zur Veröffentlichung des neuen Albums im britischen Fernsehen laufen sollte, ebenfalls nicht veröffentlicht. Beide Maßnahmen wurden von den Fans auf dem Fan-Forum der Showaddywaddy-Internetseiten der Yahoo-Groups sehr intensiv und mit viel Unverständnis diskutiert.
Am 26. März 2007 wurde erstmals eine DVD mit Auftritten der Gruppe veröffentlicht. Dabei handelte es sich fast ausschließlich um Auftritte im deutschen Fernsehen aus den Jahren 1975 bis 1980, die bis auf eine Aufnahme aus der Sendung Musikladen von Radio Bremen stammen. Darüber hinaus ist auf der DVD eine Promo-Version von Hey England! sowie ein langes Interview mit Teilen der Band (Bartram, Challenger, Willson) enthalten.
Die DVD wurde von den Fans mit viel Enttäuschung aufgenommen, da weder Auftritte aus Top of the Pops enthalten sind und insbesondere Live-Auftritte bis auf die ersten drei Stücke auf der DVD fehlen. Dieses wurde vor allem aufgrund der Tatsache kritisiert, dass man im Internet relativ viele Aufnahmen von Live-Auftritten finden und herunterladen kann, die von guter Qualität sind. Darüber hinaus stand das Band-Interview in der Kritik, weil die Hälfte der Bandmitglieder nicht anwesend war und sich die Fragen überwiegend auf die 1970er Jahre konzentrierten, so dass Danny Willson, der erst seit 12 Jahren bei der Band ist, kaum zu Wort kam.
Mit dem im Frühjahr 2008 erschienenen The Sun Album (I Betcha Gonna Like It) ging Showaddywaddy daher wieder zurück zu seinen Wurzeln und konzentrierte sich bei der Auswahl der Songs auf 18 Lieder von Interpreten des legendären Sun-Labels aus den 1950er und 1960er Jahren im Rock-’n’-Roll-Stil. Das aufwändig produzierte Album (teilweise in den Sun-Studios in Memphis aufgenommen) wurde zusammen mit einer DVD veröffentlicht. Die Reaktionen der Fans war deutlich positiver. Einige bezeichneten das Album als bestes Album seit vielen Jahren. Zur Promotion des Albums war 2009 eine Tournee in Großbritannien geplant.
Im November 2008 wurde eine DVD mit der bekannten „Showaddywaddyshow“, einem Live-Fernsehauftritt im BBC vom 30. November bzw. 1. Dezember 1980 von dem Label Voiceprint veröffentlicht. Bei den Fans kam die vorher nicht angekündigte Veröffentlichung sehr gut an, da die „Showaddywaddyshow“ eine der wenigen bekannten Live-Aufnahmen darstellt, in dem die Band ihren Ruf als guter Live-Act gerecht wurde. Von den vielen Konzertauftritten gibt es hingegen kaum Live-Mitschnitte.
Überraschend gab Showaddywaddy während ihres Auftritts am 20. Dezember 2008 im „Cheese & Grain“ in Frome/Somerset (GB) bekannt, dass ihr mittlerweile 63-jähriges Gründungsmitglied, der Bassist Al James (Geburtsname: Geoffrey Betts), sein letztes Konzert geben und danach in den Ruhestand gehen würde. Der andere Bassist der Band, Rod Deas, ist somit seitdem allein für das Bassspiel verantwortlich.
Aus gesundheitlichen Gründen nahm schließlich auch Gitarrist Trevor Oakes zum 1. Mai 2009 offiziell Abschied aus der Gruppe. Da er bereits seit Jahresbeginn 2009 bei Auftritten gefehlt hatte, war letztendlich auch bei ihm wie bei Al James das Konzert am 20. Dezember 2008 der letzte Auftritt mit Showaddywaddy. Der Ausstieg von Trevor Oakes wurde durch Paul Dixon kompensiert. Dieser hatte bereits im Jahre 2008 Leadgitarrist Danny Willson bei einigen Auftritten vertreten, als sich dieser aufgrund der Geburt eines Kindes eine Auszeit nahm.
Danny Willson, seit 1995 Bandmitglied, stieg im Laufe des Jahres 2008 zusätzlich neben seinem Job bei Showaddywaddy bei der Formation Martin Turner’s Wishbone Ash als Gitarrist ein. Mitte 2009 beschloss er, sich ganz seiner neuen Band zu widmen und verließ Showaddywaddy ebenfalls. Sein letzter Auftritt erfolgte am 9. August 2009 bei einem Konzert in Holstebro in Dänemark.
Auch hierfür fand die Band passenden Ersatz. Paul Dixon (seit Mai 2009 permanentes Bandmitglied) übernahm Willsons Aufgabe als Leadgitarrist. Und mit David Graham, der erstmals am 9. Juli 2009 mit der Gruppe auftrat, konnte die Band nicht nur einen zweiten Gitarristen präsentieren. Als versierter Saxophon- und Keyboardspieler sorgte er auch für eine erhebliche Änderung des Sounds bei Liveauftritten. Insbesondere das Saxophonspiel kam bei den Fans gut an, da die Original-Hits der Band im Studio alle mit Saxophon aufgenommen waren, was bisher bei den Auftritten nie zum Einsatz kam.
Am 7. Juni 2011 starb das erste Gründungsmitglied Bill „Buddy“ Gask in Spanien im Alter von 65 Jahren. Nachdem er die Gruppe verlassen hatte, war er u. a. bei der Gruppe The Teddys aktiv. Diese Formation, die im Showaddywaddy-Stil auftritt und viele der alten Hits spielt, war Mitte der 1980er Jahre vom ehemaligen Schlagzeuger Malcom „The Duke“ Allured gegründet worden. Die letzten Jahre lebte Buddy Gask mit seiner Familie in Spanien und war aufgrund des jahrelangem übermäßigem Alkoholkonsums schwer krank. Er litt u. a. an Alzheimer.
Auf der offiziellen Band-Homepage wurde am 17. Oktober 2011 bekannt gegeben, dass Gründungsmitglied Dave Bartram, Leadsänger und Kopf der Band, Showaddywaddy verlassen wird. Die Gründe für seine Entscheidung sollen noch bekannt gegeben werden. Dave Bartram wird aber weiterhin das Management der Gruppe übernehmen, wie der offiziellen Verlautbarung bisher zu entnehmen ist.
Zusammen mit dem zum Jahresende angekündigten Weggang von David Graham kommt es damit Ende 2011 zu der sicherlich bisher größten und einschneidendsten Umbesetzung. Neuer Leadsänger wird Andy Pelos, der bisher als Sänger bei The Teddys tätig war. Andy ist der Nachfolger von Dave Bartram, der als Bandmanager arbeitet und im Sommer 2012 ein Buch herausbringt. Darüber hinaus verstärkten Dean Loach (Keyboards/Gesang) als Ersatz für David Graham und Rob Hewins (Schlagzeug/Gitarre/Gesang) die Gruppe, die für das Jahr 2012 eine Greatest-Hits-Tour durch Großbritannien angekündigt hat. Rob Hewins ist bereits am 13. August 2011 erstmals mit dem Rest der Gruppe aufgetreten, so dass bei diesem Auftritt Showaddywaddy erstmals seit 1984 wieder mit zwei Schlagzeugern auf der Bühne vertreten war.
Gerüchte bezüglich des Ausscheidens von Dave Bartram waren bereits seit dem Sommer 2011 im Umlauf, wurden aber von ihm selbst bis Anfang Oktober noch bestritten. Letztendlich kam die Wahrheit über sein Ausscheiden ans Tageslicht, da bei der Vorankündigung für ein Konzert im Rahmen der Greatest-Hits-Tour 2012, welches am 9. März 2012 im Pavilion in Glasgow stattfindet, bereits ein Bandfoto mit der neuen Bandbesetzung veröffentlicht wurde.
Seit Anfang 2012 tourt Showaddywaddy in der neuen Besetzung durch Großbritannien und wird auch in Deutschland zu Gast sein. Rob Hewins übernimmt die Bass-Stimme in Doo-Wop-Titeln wie Blue Moon oder Remember Then. Interessanterweise kommt er von Martin Turner’s Wishbone Ash, jener Band, zu der Ex-Showaddywaddy-Mitglied Danny Willson erst vor kurzer Zeit wechselte.

## Diskografie

### Alben
| Jahr | Titel             | Höchstplatzierung, Gesamtwochen, AuszeichnungChartplatzierungen (Jahr, Titel, Platzierungen, Wochen, Auszeichnungen, Anmerkungen) | Höchstplatzierung, Gesamtwochen, AuszeichnungChartplatzierungen (Jahr, Titel, Platzierungen, Wochen, Auszeichnungen, Anmerkungen) | Höchstplatzierung, Gesamtwochen, AuszeichnungChartplatzierungen (Jahr, Titel, Platzierungen, Wochen, Auszeichnungen, Anmerkungen) | Höchstplatzierung, Gesamtwochen, AuszeichnungChartplatzierungen (Jahr, Titel, Platzierungen, Wochen, Auszeichnungen, Anmerkungen) | Anmerkungen |
| Jahr | Titel             | DE | AT | CH | UK | Anmerkungen |
| ---- | ----------------- | --- | --- | --- | --- | ----------- |
| 1974 | Showaddywaddy     | — | — | — | UK9 Silber · (19 Wo.)UK |             |
| 1975 | Step Two          | — | — | — | UK7 Silber · (17 Wo.)UK |             |
| 1976 | Trocadero         | — | — | — | UK41 (3 Wo.)UK |             |
| 1977 | Red Star          | — | — | — | UK20 Gold · (10 Wo.)UK |             |
| 1979 | Crepes and Drapes | — | — | — | UK8 Gold · (14 Wo.)UK |             |
| 1980 | Bright Lights     | — | — | — | UK33 Silber · (8 Wo.)UK |             |

grau schraffiert: keine Chartdaten aus diesem Jahr verfügbar
Weitere Alben
- 1981: Good Times
- 1983: Living Legends
- 1991: Jump, Boogie & Jive
- 2008: The Sun Album
- 2016: Next Chapter

### Kompilationen
| Jahr | Titel                                | Höchstplatzierung, Gesamtwochen, AuszeichnungChartplatzierungen (Jahr, Titel, Platzierungen, Wochen, Auszeichnungen, Anmerkungen) | Höchstplatzierung, Gesamtwochen, AuszeichnungChartplatzierungen (Jahr, Titel, Platzierungen, Wochen, Auszeichnungen, Anmerkungen) | Höchstplatzierung, Gesamtwochen, AuszeichnungChartplatzierungen (Jahr, Titel, Platzierungen, Wochen, Auszeichnungen, Anmerkungen) | Höchstplatzierung, Gesamtwochen, AuszeichnungChartplatzierungen (Jahr, Titel, Platzierungen, Wochen, Auszeichnungen, Anmerkungen) | Anmerkungen |
| Jahr | Titel                                | DE | AT | CH | UK | Anmerkungen |
| ---- | ------------------------------------ | --- | --- | --- | --- | ----------- |
| 1976 | Greatest Hits                        | DE36 (10 Wo.)DE | — | — | UK4 Platin · (29 Wo.)UK |             |
| 1978 | Greatest Hits (1976–1978)            | — | — | — | UK1 Platin · (13 Wo.)UK |             |
| 1981 | The Very Best Of                     | — | — | — | UK33 Silber · (11 Wo.)UK |             |
| 1987 | The Best Steps to Heaven             | — | — | — | UK90 (1 Wo.)UK |             |
| 2004 | Hey Rock ’n’ Roll - The Very Best Of | — | — | — | UK56 Silber · (6 Wo.)UK |             |
| 2019 | Gold                                 | — | — | — | UK15 (9 Wo.)UK |             |

grau schraffiert: keine Chartdaten aus diesem Jahr verfügbar
Weitere Kompilationen (Auswahl)
- 1977: Bravo präsentiert Showaddywaddy
- 1979: Profile
- 1981: Showaddywaddy (1981)
- 1982: Die weiße Serie
- 1987: 20 Greatest Hits
- 1991: 25 Steps to the Top – The Ultimate Hit-Collection
- 1995: The Very Best of Showaddywaddy
- 1999: The One & Only – Greatest & Latest
- 2005: Living Legends
- 2013: The Complete Studio Recordings 1973-1988 (10-CD-Set)
- 2015: The Complete Singles Collection 1974-1988 (35-CD-Set)

### Singles
| Jahr | Titel Album                                                  | Höchstplatzierung, Gesamtwochen, AuszeichnungChartplatzierungen (Jahr, Titel, Album, Platzierungen, Wochen, Auszeichnungen, Anmerkungen) | Höchstplatzierung, Gesamtwochen, AuszeichnungChartplatzierungen (Jahr, Titel, Album, Platzierungen, Wochen, Auszeichnungen, Anmerkungen) | Höchstplatzierung, Gesamtwochen, AuszeichnungChartplatzierungen (Jahr, Titel, Album, Platzierungen, Wochen, Auszeichnungen, Anmerkungen) | Höchstplatzierung, Gesamtwochen, AuszeichnungChartplatzierungen (Jahr, Titel, Album, Platzierungen, Wochen, Auszeichnungen, Anmerkungen) | Anmerkungen |
| Jahr | Titel Album                                                  | DE | AT | CH | UK | Anmerkungen |
| ---- | ------------------------------------------------------------ | --- | --- | --- | --- | ----------- |
| 1974 | Hey Rock & Roll Showaddywaddy                                | DE13 (12 Wo.)DE | — | — | UK2 Silber · (14 Wo.)UK |             |
| 1974 | Rock’n’Roll Lady Showaddywaddy                               | — | — | — | UK15 (9 Wo.)UK |             |
| 1974 | Hey Mister Christmas Greatest Hits                           | — | — | — | UK13 (8 Wo.)UK |             |
| 1975 | Sweet Music Step Two                                         | — | — | — | UK14 (9 Wo.)UK |             |
| 1975 | Three Steps to Heaven Step Two                               | DE39 (7 Wo.)DE | — | — | UK2 Silber · (11 Wo.)UK |             |
| 1975 | Heartbeat Trocadero                                          | DE21 (16 Wo.)DE | — | — | UK7 (7 Wo.)UK |             |
| 1975 | Heavenly Trocadero                                           | DE35 (6 Wo.)DE | — | — | UK34 (6 Wo.)UK |             |
| 1976 | Trocadero                                                    | — | — | — | UK32 Silber · (3 Wo.)UK |             |
| 1976 | Under the Moon of Love Showaddywaddy                         | DE4 (23 Wo.)DE | AT5 (12 Wo.)AT | CH2 (10 Wo.)CH | UK1 Gold · (15 Wo.)UK |             |
| 1977 | When Red Star                                                | DE9 (14 Wo.)DE | — | CH7 (10 Wo.)CH | UK3 Silber · (11 Wo.)UK |             |
| 1977 | You Got What It Takes Red Star                               | DE28 (5 Wo.)DE | — | — | UK2 Silber · (10 Wo.)UK |             |
| 1977 | Dancin’ Party Red Star                                       | DE30 (11 Wo.)DE | — | — | UK4 Silber · (11 Wo.)UK |             |
| 1978 | I Wonder Why Greatest Hits 1976–1978                         | DE20 (14 Wo.)DE | — | — | UK2 Silber · (11 Wo.)UK |             |
| 1978 | A Little Bit of Soap Greatest Hits 1976–1978                 | DE43 (6 Wo.)DE | — | — | UK5 Silber · (12 Wo.)UK |             |
| 1978 | Pretty Little Angel Eyes Greatest Hits 1976–1978             | — | — | — | UK5 Silber · (12 Wo.)UK |             |
| 1979 | Remember Then Crepes & Drapes                                | DE46 (12 Wo.)DE | — | — | UK17 (8 Wo.)UK |             |
| 1979 | Sweet Little Rock’n’Roller Crepes & Drapes                   | — | — | — | UK15 (9 Wo.)UK |             |
| 1979 | A Night at Daddy Gee’s Crepes & Drapes                       | — | — | — | UK39 (5 Wo.)UK |             |
| 1980 | Always and Ever Bright Lights                                | DE47 (6 Wo.)DE | — | — | — |             |
| 1980 | Why Do Lovers Break Each Other’s Hearts Bright Lights        | — | — | — | UK22 (10 Wo.)UK |             |
| 1980 | Blue Moon Bright Lights                                      | DE72 (3 Wo.)DE | — | — | UK32 (9 Wo.)UK |             |
| 1981 | Multiplication Good Times                                    | — | — | — | UK39 (4 Wo.)UK |             |
| 1981 | Footsteps Good Times                                         | — | — | — | UK31 (9 Wo.)UK |             |
| 1982 | Who Put the Bomp (In the Bompa-a-Bomp-a-Bomp) Living Legends | — | — | — | UK37 (6 Wo.)UK |             |

Weitere Singles
- 1976: Take Me In Your Arms
- 1980: Do Wah Diddy
- 1981: Good Timing
- 1982: Goody Goody
- 1987: Why?